# NGC 6526
NGC 6526 је емисиона маглина са звездом у сазвежђу Стрелац која се налази на NGC листи објеката дубоког неба.
Деклинација објекта је - 24° 26' 30" а ректасцензија 18h 4m 6,0s. Привидна величина (магнитуда) објекта NGC 6526 износи 12,9. NGC 6526 је још познат и под ознакама ESO 521-*N18, Sh2-28.